# Jean-Pierre Dikongué Pipa
Jean-Pierre Dikongué Pipa (Duala, 1940) é um realizador de cinema camaronense. Chegou ao cinema através do Teatro. Em Paris, frequentou o curso do Conservatório de Cinema. Iniciou-se na realização com três curtas-metragens (1965-1966) e dirigiu filmes como Muna Moto (1975), ainda considerado uma obra chave do Cinema da África. 
Le prix de la liberté (1978) é uma critica feroz aos novos ricos que levou o cinema dos Camarões às plateias internacionais. Ao longo da sua carreira como escritor, dramaturgo e encenador, Jean-Pierre Dikongue-Pipa dirigiu e interpretou mais de 30 peças.

## Filmografia
| Filme                              | Ano  |
| ---------------------------------- | ---- |
| Badiaga                            | 1987 |
| La Foire aux livres à Hararé       | 1984 |
| Histoires drôles et drôles de gens | 1983 |
| Music and Music: Super Concert     | 1981 |
| Kpa Kum                            | 1980 |
| Le Prix de la liberté              | 1978 |
| Muna Moto                          | 1975 |
| Rendez-vous moi mon père           | 1966 |
| Les Cornes                         | 1966 |
| Un simple                          | 1965 |